# Редгрейв, Джемма
Джема́йма Ребе́кка «Дже́мма» Редгре́йв (англ. Jemima Rebecca «Jemma» Redgrave; род. 14 января 1965[…], Лондон, Англия, Великобритания) — английская актриса.

## Биография
Джемайма Ребекка Редгрейв родилась 14 января 1965 года в Лондоне (Англия, Великобритания) в семье актёра Корина Редгрейва (1939—2010) и фотомодели Дейдре Хэмилтон-Хилл (1943—1997), которые были женаты с 1962 по 1975 год. У Джеммы есть младший брат — кинооператор Люк Редгрейв (род.1967), а также двое младших единокровных братьев по отцу от его второго брака с актрисой Кикой Маркэм — Харви Редгрейв (род.1979) и Арден Редгрейв (род.1983).
В 1983 году Джемма поступила в Лондонскую академию музыкального и драматического искусства.

## Карьера
Джемма дебютировала в кино в 1988 году, сыграв роль Вайолетт Шарбонно в эпизоде «Время умереть» телесериала «Непридуманные истории». В 1992 году Редгрейв сыграла роль Эви Уилкокс в фильме «Говардс-Энд». Всего она сыграла в 40 фильмах и телесериалах.

## Личная жизнь
С 1992 года Джемма была замужем за адвокатом Тимом Оуэном, с которым она не жила вместе в 1997—1998 годы. У них два сына — Гэбриел Оуэн (род. 1994) и Алфи Оуэн (род. 2000). Развелись в 2020 году.

## Избранная фильмография
| Год          |    | Русское название                   | Оригинальное название                | Роль                             |
| ------------ | -- | ---------------------------------- | ------------------------------------ | -------------------------------- |
| 1988         | с  | Непридуманные истории              | Tales of the Unexpected              | Вайолетт Шарбонно                |
| 1988         | ф  | Демон снов                         | Dream Demon                          | Дайана                           |
| 1992         | ф  | Говардс-Энд                        | Howards End                          | Эви Уилкокс                      |
| 1998         | с  | Мосли                              | Mosley                               | Симми Кёрзон                     |
| 1998         | ф  | Кислотный дом                      | The Acid House                       | Дженни                           |
| 2002         | с  | Моя семья                          | My Family                            | доктор Коннор                    |
| 2002         | ф  | Лунный свет                        | Moonlight                            | мать                             |
| 2005         | тф | Школьные годы Тома Брауна          | Tom Brown's Schooldays               | Мэри Арнольд                     |
| 2005         | ф  | Лесси                              | Lassie                               | Дейзи                            |
| 2006         | с  | Льюис                              | Lewis                                | Труди Гриффон                    |
| 2007         | с  | Воскрешая мёртвых                  | Waking the Dead                      | Софи Уолл                        |
| 2007         | тф | Мэнсфилд-парк                      | Mansfield Park                       | леди Бертрам                     |
| 2008         | с  | Мисс Марпл Агаты Кристи            | Agatha Christie's Marple             | Джесси Хамблби                   |
| 2010         | с  | Закон и порядок: Лондон            | Law & Order: UK                      | Хелена Марсден (1 серия)         |
| 2012 — н. в. | с  | Доктор Кто                         | Doctor Who                           | Кейт Летбридж-Стюарт (13 серий)  |
| 2013         | с  | Фрэнки                             | Frankie                              | доктор Зои Эванс (6 серий)       |
| 2014         | с  | Дракула                            | Dracula                              | Минерва Вестенра (2 серии)       |
| 2014         | с  | Инспектор Джордж Джентли           | Inspector George Gently              | Дженнифер Бинг (1 серия)         |
| 2016         | ф  | Любовь и дружба                    | Love & Friendship                    | леди де Курси                    |
| 2016—2022    | с  | Холби Сити                         | Holby City                           | Берни Вулф (67 серий)            |
| 2018         | с  | Убийства в Мидсомере               | Midsomer Murders                     | доктор Джуно Старлинг (1 серия)  |
| 2019—2020    | с  | Гранчестер                         | Grantchester                         | Амелия Дэйвенпорт (5 серий)      |
| 2020—2023    | с  | Безмолвный свидетель               | Silent Witness                       | детектив Джилл Рэймонд (5 серий) |
| 2023         | ф  | Красный, белый и королевский синий | Red, White & Royal Blue              | рассказчик                       |
| 2024         | ф  | Пчеловод                           | The Beekeeper                        | президент Джессика Дэнфорт       |
|              | с  | Война между сушей и морем          | The War Between the Land and the Sea | Кейт Летбридж-Стюарт             |